# Star Trek: Jurnalul 2
Star Trek: Jurnalul 2 (1974) (titlu original Star Trek Log  Two) este o carte science fiction scrisă de Alan Dean Foster. Ea reprezintă a doua novelizare a unor episoade din Star Trek: Seria animată și a fost publicată inițial de Ballantine Books.
Data stelară la care are loc acțiunea este 5402.7-5503.1 inclusiv.

## Conținut
- Supraviețuitorul (The Survivor)
- Semnalul Lorelei (The Lorelei Signal)
- Vulcanianul gigant (The Infinite Vulcan)

## Intriga

### Supraviețuitorul
Partea întâi a cărții reprezintă novelizarea episodului seriei animate Supraviețuitorul  al cărui scenariu a fost scris de James Schmerer.
Patrulând în apropierea Zonei Neutre Romulană, USS Enterprise găsește o navă în care se află Carter Winston, un cetățean al Federației și un filantrop care lipsește de cinci ani. Dar nimeni din echipajul navei nu a bănuit că, de fapt, aveau de a face cu un vendorian angrenat într-un fatal joc al spionajului.

### Semnalul Lorelei
A doua parte reprezintă adaptarea unui episod al cărui scenariu a fost scris de Margaret Armen.
Investigând un sector din spațiul cosmic în care nave spațiale au dispărut la fiecare 27 de ani, Enterprise găsește o rasă de femei frumoase care trăiesc pe planeta Taurus II.
Între timp semnalele din sistemul Taurus încep să afecteze echipajul de sex masculin, provocându-le halucinații. Căpitanul Kirk, Spock, doctorul McCoy și locotenentul Carver se teleportează lângă sursa semnalelor.
Dar, după sosirea lor pe planetă, sunt luați prizonieri de femeile de pe Taurus II. Echipa care s-a teleportat începe să îmbătrânească rapid, ca urmare a unor benzi pe care sunt obligați să le poarte.
La bordul lui Enterprise, Uhura a preluat comanda din cauza comportamentului irațional al lui Scotty. Uhura organizează o echipă de femei cu scopul de a salva bărbații de pe planetă.

### Vulcanianul gigant
Ultima parte este o adaptare după scenariul scris de Walter Koenig. 
În timp ce vizitează Phylos, o planetă recent descoperită, Lt. Sulu ridică o instalație de mers, numită Retlaw, dar este otrăvit. Ființele extraterestre care populează planeta, care sunt un fel de plante, se apropie și îi salvează viața lui Sulu. De la ei echipajul descoperă că majoritatea celor de pe Phylos au fost șterși de pe fața pământului de către o plagă adusă pe planetă de către Dr. Keniclius, un om de știință care a supraviețuit Războaielor Eugenice ale Pământului.
O clonă gigantică de pe Keniclius, numită Keniclius Cinci, îl răpește pe Mr. Spock pentru a-l clona și de a crea un pacificator intergalactic, în detrimentul vieții lui Spock cel adevărat. 

## Vezi și
- 1974 în științifico-fantastic